# Route magistrale 12 (Arménie)
Pour les articles homonymes, voir M12 et Route 12.
La route magistrale M12 (en arménien : Մ 12 ճանապարհ) est une route magistrale en Arménie.
Elle s'étend de Goris jusqu'à Tegh,,.

## Présentation
La M12 est une route de transit importante entre l’Arménie et la République du Haut-Karabagh indépendante de facto, qui appartient à l’Azerbaïdjan selon le droit international, et sa capitale Stepanakert.
La route venant de Tegh est fermée à la circulation depuis le 30 mars 2023.
Une nouvelle route a été mise en service du côté arménien, modifiant ainsi le tracé.
La nouvelle route bifurque vers le sud à Tegh et mène via Kornidzor jusqu'à la frontière entre l'Arménie et l'Azerbaïdjan, où commence le corridor de Latchine vers Stepanakert,.
La route M12 mesure 28,5 km de long.

## Galerie

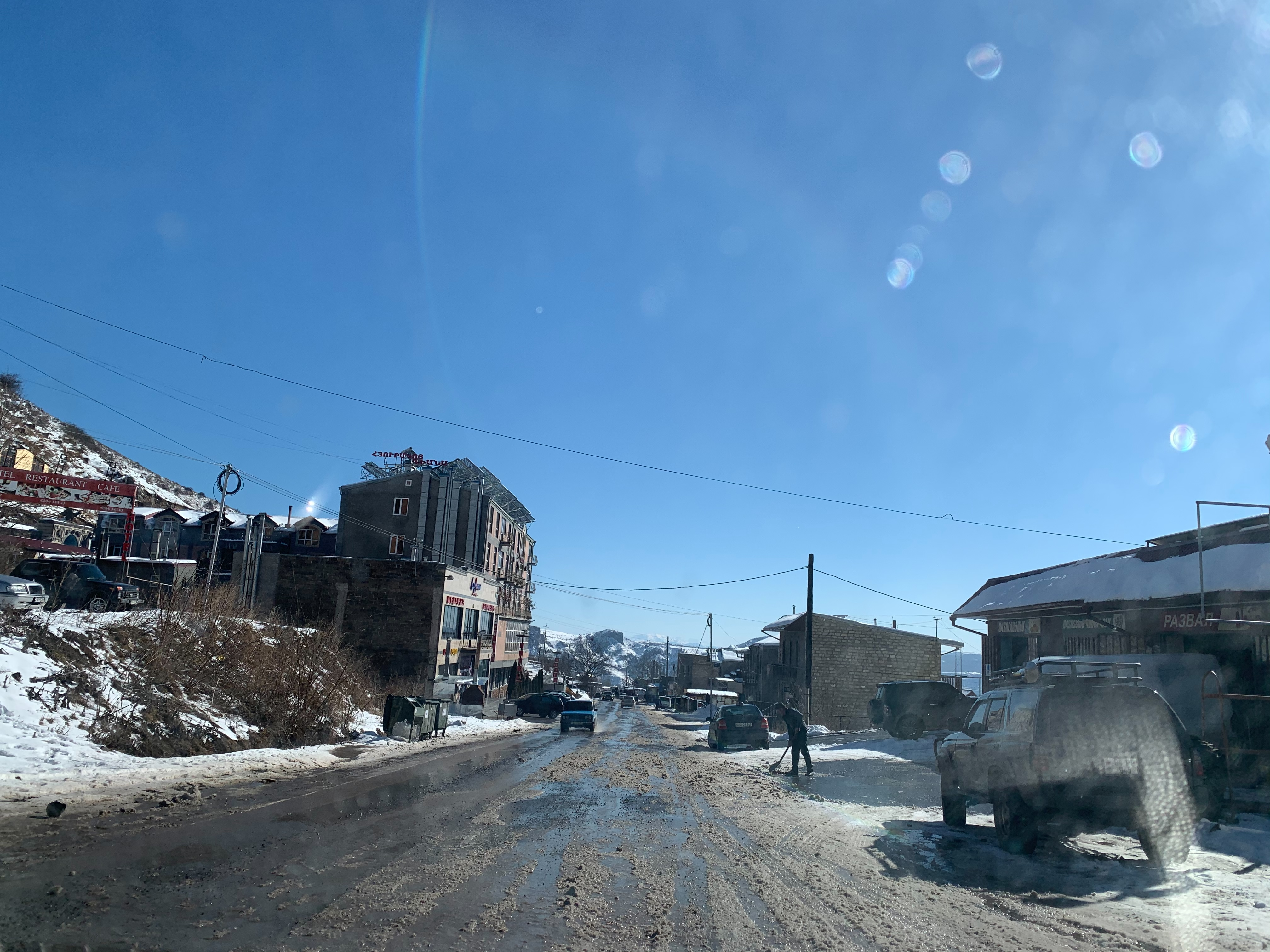
Goris

## Tracé
- Goris
- Tegh
- Frontière entre l'Arménie et l'Azerbaïdjan